# Ferroviário EC (São Luís)
Ferroviário EC is een Braziliaanse voetbalclub uit São Luís in de staat Maranhão. 

## Geschiedenis
De club werd opgericht in 1941. Vanaf de jaren vijftig ging de club in de staatscompetitie spelen en werd in 1957 en 1958 staatskampioen. Hierdoor was de club in 1959 de eerste nationale deelnemer van de staat in de nieuwe competitie Taça Brasil, die voor het eerst in de geschiedenis een Braziliaanse landskampioen opleverde. De club verloor met 3-1 van Tuna Luso, maar kon de terugwedstrijd met dezelfde cijfers winnen. Er werd een extra wedstrijd gespeeld die Tuna Luso won. Na de titel in 1971 speelde de club in 1972 in de Série B.

## Erelijst
Campeonato Maranhense
1957, 1958, 1971, 1973